# Röd, Orusts kommun
Röd är en bebyggelse på västra Orust öster om Hälleviksstrand i Morlanda socken i Orusts kommun. Från 2015 till 2023 avgränsade SCB här en småort.